# گیاه برای سیاره
گیاه برای سیاره (انگلیسی: Plant-for-the-Planet) سازمانی است که هدف آن افزایش آگاهی در میان کودکان و بزرگسالان در مورد مسائل مربوط به تغییرات اقلیمی و عدالت جهانی است. این ابتکار همچنین برای کاشت درخت تلاش می‌کند و این کار را هم یک اقدام عملی و هم نمادین برای تلاش در جهت کاهش پیامدهای تغییرات اقلیمی می‌داند. شعار این سازمان «حرف زدن بس است، کاشتن را شروع کن» است. در سال ۲۰۱۱، به هدف «کاشت یک میلیون درخت» رسید.

## پیدایش
ایده «گیاه برای سیاره» اولین بار در سال ۲۰۰۷ در آلمان توسط فلیکس فینکباینر، یک پسر نه ساله، مطرح شد. اولین جرقهٔ این ایده زمانی زده شد که معلم فینکباینر به عنوان تکلیف او، تهیهٔ گزارش مدرسه دربارهٔ موضوع تغییرات اقلیمی را تعیین کرد. او در حین انجام تحقیقاتش به داستان وانگاری ماآتای، برنده جایزه صلح نوبل از کنیا، برخورد کرد که به عنوان بخشی از «جنبش کمربند سبز» خود، برای کاشت بیش از ۳۰ میلیون درخت در سراسر آفریقا تلاش کرده بود. در پایان ارائه فلیکس، او این ایده را مطرح کرد که کودکان جهان می‌توانند در هر کشور روی زمین ۱ میلیون درخت بکارند. در ۲۸ مارس ۲۰۰۷، اولین درخت در مدرسه فینکباینر کاشته شد که آغاز رسمی طرح «گیاه برای سیاره» را نشان می‌داد. دانش‌آموزان در بایرن و سراسر آلمان نیز مشارکت کرده و به کاشت درخت، تحت نام این طرح ادامه دادند. پس از یک سال، ۱۵۰۰۰۰ درخت کاشته شد و در سال ۲۰۰۸، فینکبینر پس از عضویت در هیئت کودکان برنامه محیط زیست سازمان ملل متحد (یوان‌ای‌پی) در کنفرانس بین‌المللی کودکان یوان‌ای‌پی در نروژ، توانست مخاطبان بیشتری را جذب کند.

## توسعه
این سازمان از زمان تأسیس در سال ۲۰۰۷، به یک جنبش جهانی تبدیل شده است. در اوت ۲۰۰۹، فینکبینر در کنفرانس کودکان و نوجوانان تونزا از برنامه محیط زیست سازمان ملل متحد در دائجون کره جنوبی سخنرانی کرد. او در آنجا پویش «گیاه برای سیاره» را تبلیغ کرد و کودکانی را از سراسر جهان به کار گرفت تا قول دهند که در هر یک از کشورهای خود یک میلیون درخت بکارند. طرح «گیاه برای سیاره» این دیدگاه را ترویج می‌دهد که هر درخت، سهمی در حفاظت از محیط زیست و آب و هوا دارد. همچنین نشان می‌دهد که هر کاشت درخت، اقدامی در راستای عدالت اجتماعی است. این سازمان می‌گوید که اغلب کشورهای در حال توسعه هستند که بیشترین آسیب را از اثرات تغییرات اقلیمی می‌بینند، با وجود این واقعیت که آنها اغلب کمترین نقش را در ایجاد آن داشته‌اند. در فرهنگ سازمانی «گیاه برای سیاره»، هر درخت نمادی از عدالت اقلیمی است. تا آغاز سال ۲۰۱۱، کودکانی از بیش از ۹۳ کشور در این برنامه شرکت کردند. همزمان با رشد سازمان فلیکس فینکباینر، بنیانگذار این شرکت، در سال ۲۰۱۸ نشان افتخار شایستگی جمهوری فدرال آلمان را دریافت کرد.

## پوشش رسانه‌ای، انتقاد و تکذیب
مقاله‌ای متعلق به انجمن نشنال جئوگرافیک در سال ۲۰۱۷ پیشینه‌ای جامع از این سازمان و بنیانگذار آن، فلیکس فینکباینر، ارائه می‌دهد.
در سال ۲۰۱۹، روزنامه دی تسایت مقاله‌ای منتشر کرد که ارقام کاشت منتشر شده و روش‌های مورد استفاده برای تعیین آنها را زیر سؤال می‌بُرد؛ انتقادهایی در مورد ترکیب داده‌های مربوط به درختان کاشته شده در طرح «گیاهان برای سیاره» با داده‌هایی که پیش از تأسیس این پروژه، از طریق اقدامات سازمان ملل کاشته شده بودند، مطرح شد. این طرح در سال ۲۰۱۱ توسط سازمان ملل به «گیاهان برای سیاره» واگذار شد. جمع‌آوری داده‌ها در مورد کاشت بدون کنترل پیشین نیز مورد انتقاد قرار گرفت. در حال حاضر، ورودی‌های کاشت توسط داده‌های جغرافیایی پشتیبانی می‌شوند.
در سال ۲۰۲۰، دی تسایت انتقاد خود را از سر گرفت. گفته می‌شود که هم کاشت درختان گزارش شده توسط «گیاه برای سیاره» و هم میزان بقای آنها «بعید» است که بالا باشد. شفافیت این سازمان نیز مورد انتقاد قرار گرفت، که در نتیجه آن، سازمان اعلام کرد که در آینده تمام داده‌ها، حقایق و ارقام را به‌طور شفاف آشکار خواهد کرد.

## ارجاعات
1. ↑  "Plant-for-the-Planet – Trillion Trees for Climate Justice".
2. ↑  Wipfelstürmer Süddeutsche Zeitung, 9 March 2018.
3. 1 2 3  Harry de Quetteville (April 29, 2011). "The 13-year-old who has the world planting trees". The Telegraph. Archived from the original on May 3, 2011. Retrieved September 10, 2012.
4. ↑  "National Geographic". National Geographic (به انگلیسی). Retrieved 2025-06-16.
5. ↑  "ZEIT ONLINE | Lesen Sie zeit.de mit Werbung oder im PUR-Abo. Sie haben die Wahl". www.zeit.de. Retrieved 2021-06-10.
6. ↑  "Yucatán Restoration" (Map). www1.plant-for-the-planet.org (به انگلیسی). Retrieved 2021-06-19.
7. ↑  Knuth, Hannah; Fischer, Tin (2020). "Plant-for-the-planet klimaschutz organisation mexiko-spendengelder". Die Zeit.
8. ↑  "What are the most important facts and figures about Plant-for-the-Planet?". About Plant for the Planet (به انگلیسی). Retrieved 2021-06-10.